# Tô Lâm
Tô Lâm (ur. 10 lipca 1957 w Văn Giang) – wietnamski polityk i generał, minister bezpieczeństwa publicznego (2016–2024), członek Biura Politycznego Komitetu Centralnego KPW od 16 kwietnia 2016, sekretarz generalny KC od 3 sierpnia 2024. Prezydent Wietnamu od 22 maja do 21 października 2024 roku.

## Kariera polityczna
W latach 1974–1979 studiował w Centralnej Szkole Bezpieczeństwa Publicznego. Posiada doktorat z prawa. W 2015 roku otrzymał tytuł profesora nauk o bezpieczeństwie. 
W październiku 1979 rozpoczął pracę w Ministerstwie Bezpieczeństwa Publicznego jako urzędnik, gdzie pełnił funkcję m.in. kierownika Departamentu Ochrony Politycznej, zastępcy dyrektora generalnego Departamentu Bezpieczeństwa Ogólnego oraz wiceszefa resortu (2010–2016). W sierpniu 1981 roku został przyjęty do Komunistycznej Partii Wietnamu. W lipcu 2010 został awansowany do stopnia generała broni. Od 2016 roku kierował pracami Ministerstwa Bezpieczeństwa Publicznego.
Po rezygnacji prezydenta Võ Văn Thưởnga 22 maja 2024 został wybrany na jego następcę. 3 sierpnia 2024 objął funkcję sekretarza generalnego Komitetu Centralnego Komunistycznej Partii Wietnamu. Zastąpił na tym stanowisku Nguyễna Phú Trọnga, który zmarł 19 lipca 2024. W związku z objęciem przywództwa w partii, zrezygnował z urzędu prezydenta. 21 października 2024 jego następcą na tym stanowisku został generał Lương Cường.

## Ordery i odznaczenia
- Order Przyjaźni (Federacja Rosyjska, 2021)[7]
- Order José Martí (Kuba, 2024)[8]